# Uroobovella pilosetosa
Uroobovella pilosetosa – gatunek roztocza z kohorty żukowców i rodziny Urodinychidae.
Gatunek ten opisany został w 2012 roku przez Jenő Kontschána. Należy do grupy gatunków U. vinicolora.
Roztocz ten osiąga 800–910 μm długości owalnej idiosomy, której tarczka marginalna jest z przodu zlana z grzbietową. Tarczka piersiowa gładka z kilkoma owalnymi dołkami w pobliżu bioder trzeciej i czwartej pary odnóży. U samic na tarczce piersiowej 7, a u samców 8 par szczecin sternalnych. Tarczka genitalna samic owalna, samców okrągła. Perytremy w kształcie cyfry 7.
Gatunek znany z Nowej Zelandii.